# 3. Liga (Fussball, Schweiz)
Die 3. Liga ist die siebthöchste Schweizer Spielklasse im Fussball der Männer, sowie die fünfthöchste im Frauenfussball. Deren Spielbetrieb obliegt den Regionalverbänden. Es existieren in der gesamten Schweiz bei den Männern total 43 Gruppen mit total 561 Mannschaften (Stand 2009/10).
Die Bestplatzierten können in die 2. Liga aufsteigen, während die Letztplatzierten in der Regel in die 4. Liga absteigen.

## Bekannte Vereine
- Der FC Büsingen, der einzige deutsche Klub im Schweizer Fussballverband
- FC Aurore – Früherer Teilnehmer der zweithöchsten Liga
- SC Burgdorf – Früherer Teilnehmer der zweithöchsten Liga
- US Giubiasco – Früherer Teilnehmer der zweithöchsten Liga
- FC Glarus – Früherer Teilnehmer der zweithöchsten Liga
- FC Le Mont-sur-Lausanne – Früherer Teilnehmer der zweithöchsten Liga
- FC Locarno – Früherer Teilnehmer der höchsten Liga
- FC Porrentruy – Früherer Teilnehmer der zweithöchsten Liga
- FC Tössfeld – Früherer Teilnehmer der zweithöchsten Liga
- FC Triesen – 8-facher Liechtensteiner Cupsieger

Stand: Saison 2019/20